# Cuiaba

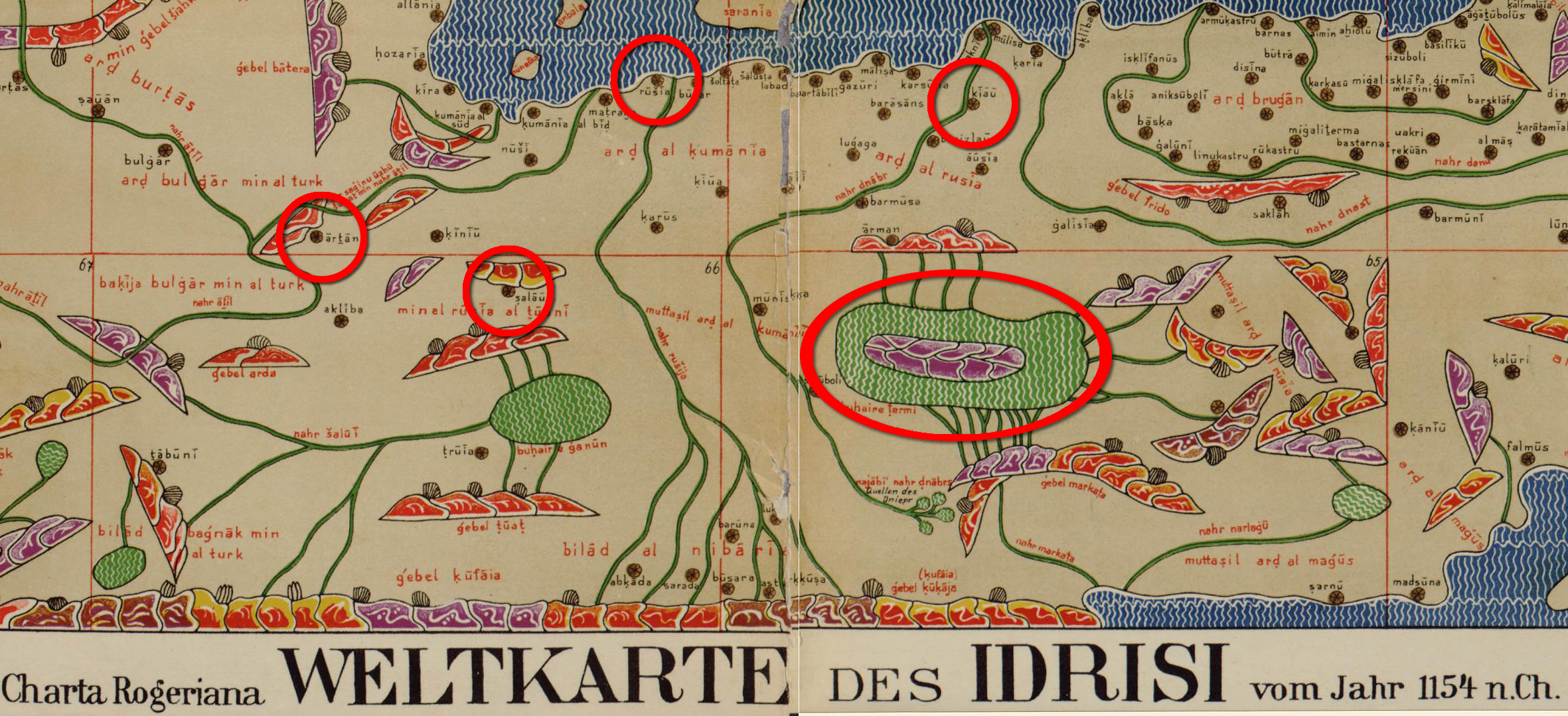
Cuiaba no mapa de Dreses (no círculo superior direito). Mares Negro e Azove vistos de cima.

Cuiaba (em árabe: كويابة; em russo:  Куйа́ба, Куябия, Куявия, Куйа.а, Кукийана, em ucraniano:  Куя́вія, Куябія, Куйаба, Куяба) é um dos três núcleos da Rus que, juntamente com Artânia e Eslávia, é mencionado nas obras da "escola clássica" dos geógrafos árabes do século X (Alistacri, ibne Haucal e uma série de autores posteriores que lhes ascenderam). A principal fonte de informação é a obra perdida de al-Balkhi, escrita c. 920. É certo que o topônimo é identificado com Kiev.
E os Rus, um povo bárbaro que vive ao lado dos búlgaros, entre eles e entre os eslavos no rio Itil ... e o que é exportado por eles (os cazares) de mel, cera e peles de castor é a mesma coisa que eles exportam do país dos Rus e dos Búlgaros. E aquelas peles de castor que são transportadas para todos os cantos do mundo e que não se encontram em nenhum lugar a não ser nos rios do norte, que vão em direção aos Búlgaros, Rus e Cuiaba.
E existem três grupos de rus. O grupo mais próximo dos búlgaros e cujo governante está em uma cidade chamada Cuiaba, e é maior que os búlgaros. E o grupo mais acima deles é chamado Eslávia, e seu governante está na cidade de Salau, e seu grupo é chamado Artânia, e seu governante está situado em Ars, sua cidade. E pessoas com objetivos comerciais chegam a Cuiaba e arredores. Quanto a Arsa, não ouvi ninguém mencionar que estrangeiros chegaram até lá, pois as pessoas de lá matam todos os estrangeiros que vêm até eles. Eles próprios descem às águas para negociar e não informam nada sobre os seus negócios e bens, e não permitem que ninguém os siga e entre no seu país. <...> Sables negras, raposas negras e estanho (chumbo?) e um certo número de escravos são exportados de Arsa.

Ibne Haucal, "Kitab al-masalik wa-l-mamalik", década de 970 .
Cuiaba é descrita como uma cidade que realizava intenso comércio com o Oriente e era o centro daquele grupo de Rus que se localizava mais próximo dos Búlgaros. O grupo em si não tem nome. Tal como os outros dois centros rus, este grupo era liderado pelo seu próprio governante. Em outra parte da narrativa, dos mesmos autores, Cuiaba é contrastada com a Rus, que se acredita refletir uma situação anterior.
Na historiografia, a história dos “três núcleos da Rus” é comparada com dados semelhantes de O Conto dos Anos Passados. Não há consenso se remonta a uma época anterior à formação da Rus de Kiev (século IX)  ou reflete as realidades do século X, quando já existia.